# 세계 팀 스쿼시 선수권 대회

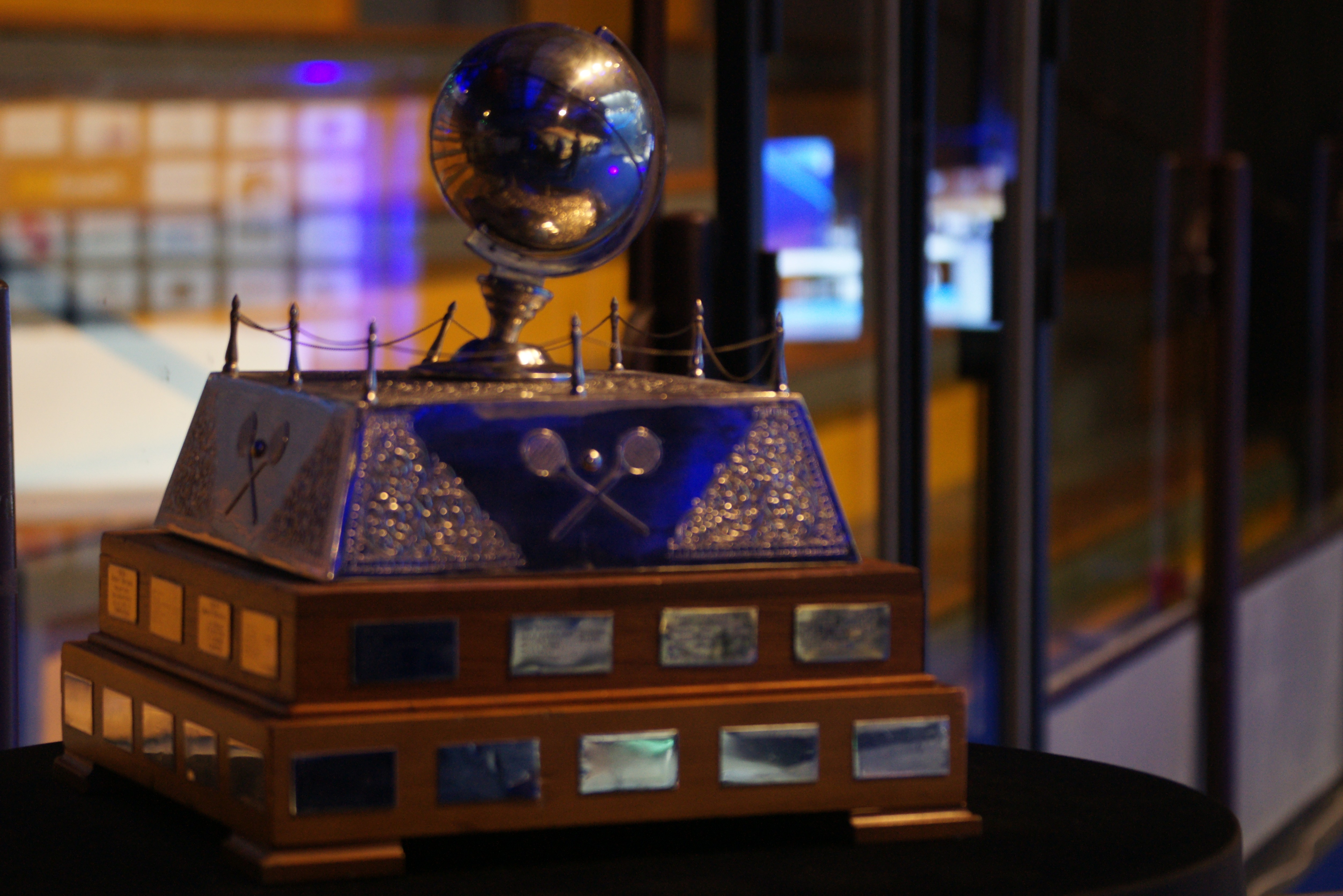

세계 팀 스쿼시 챔피언십은 다른 나라를 대표하는 팀들이 경쟁하는 국제적 스쿼시 대회이다. 이 챔피언십에서 각 나라는 세 명이나 네 명의 선수로 구성되어 팀을 등록한다. 경기의 각 라운드에서, 팀들은 단식 경기의 best-of-three 방식으로 대결한다. 이 대회는 2년마다 열리며, 매번 다른 곳에서 개최된다. 보통 남자와 여자 대회는 각기 나뉘며 다른 연도, 다른 장소에서 치른다.

## 지난 결과

### 남자 챔피언십
| 연도   | 우승 팀        | 준우승 팀      | 3위팀          | 4위팀          | 개최지                     |
| ------ | -------------- | -------------- | -------------- | -------------- | -------------------------- |
| 2005년 | 영국           | 이집트         | 프랑스         | 캐나다         | Islamabad, 파키스탄        |
| 2003년 | 오스트레일리아 | 프랑스         | 영국           | 이집트         | Vienna, 오스트리아         |
| 2001년 | 오스트레일리아 | 이집트         | 영국           | 스코틀랜드     | Melbourne, 오스트레일리아  |
| 1999년 | 이집트         | 웨일스         | 영국           | 오스트레일리아 | Cairo, 이집트              |
| 1997년 | 영국           | 캐나다         | 오스트레일리아 | 이집트         | Petaling Jaya, 말레이시아  |
| 1995년 | 영국           | 파키스탄       | 이집트         | 오스트레일리아 | Cairo, 이집트              |
| 1993년 | 파키스탄       | 오스트레일리아 | 영국           | 핀란드         | Karachi, 파키스탄          |
| 1991년 | 오스트레일리아 | 영국           | 핀란드         | 이집트         | Helsinki, 핀란드           |
| 1989년 | 오스트레일리아 | 파키스탄       | 영국           | 뉴질랜드       | Singapore                  |
| 1987년 | 파키스탄       | 뉴질랜드       | 영국           | 오스트레일리아 | London, 영국               |
| 1985년 | 파키스탄       | 뉴질랜드       | 오스트레일리아 | 영국           | Cairo, 이집트              |
| 1983년 | 파키스탄       | 영국           | 오스트레일리아 | 이집트         | Auckland, 뉴질랜드         |
| 1981년 | 파키스탄       | 오스트레일리아 | 이집트         | 영국           | Stockholm, 스웨덴          |
| 1979년 | 대영제국       | 파키스탄       | 오스트레일리아 | 이집트         | Brisbane, 오스트레일리아   |
| 1977년 | 파키스탄       | 뉴질랜드       | 이집트         | 대영제국       | Toronto, 캐나다            |
| 1976년 | 대영제국       | 파키스탄       | 오스트레일리아 | 이집트         | Birmingham, 영국           |
| 1973년 | 오스트레일리아 | 대영제국       | 남아프리카     | 뉴질랜드       | Johannesburg, 남아프리카   |
| 1971년 | 오스트레일리아 | 대영제국       | 파키스탄       | 이집트         | Palmerston North, 뉴질랜드 |
| 1969년 | 오스트레일리아 | 대영제국       | 남아프리카     | 파키스탄       | Birmingham, 영국           |
| 1967년 | 오스트레일리아 | 대영제국       | 뉴질랜드       | 남아프리카     | Melbourne, 오스트레일리아  |

### 여자 챔피언십
| 연도   | 우승 팀        | 준우승 팀      | 3위팀          | 4위팀      | 개최지                    |
| ------ | -------------- | -------------- | -------------- | ---------- | ------------------------- |
| 2006년 | 영국           | 이집트         | 말레이시아     | 네덜란드   | Edmonton, 캐나다          |
| 2004년 | 오스트레일리아 | 영국           | 뉴질랜드       | 이집트     | Amsterdam, 네덜란드       |
| 2002년 | 오스트레일리아 | 영국           | 뉴질랜드       | 이집트     | Odense, 덴마크            |
| 2000년 | 영국           | 오스트레일리아 | 뉴질랜드       | 이집트     | Sheffield, 영국           |
| 1998년 | 오스트레일리아 | 영국           | 뉴질랜드       | 남아프리카 | Stuttgart, 독일           |
| 1996년 | 오스트레일리아 | 영국           | 남아프리카     | 뉴질랜드   | Petaling Jaya, 말레이시아 |
| 1994년 | 오스트레일리아 | 영국           | 남아프리카     | 뉴질랜드   | Guernsey                  |
| 1992년 | 오스트레일리아 | 뉴질랜드       | 영국           | 네덜란드   | Vancouver, 캐나다         |
| 1990년 | 영국           | 오스트레일리아 | 뉴질랜드       | 독일       | Sydney, 오스트레일리아    |
| 1989년 | 영국           | 오스트레일리아 | 뉴질랜드       | 서독       | Warmond, 네덜란드         |
| 1987년 | 영국           | 오스트레일리아 | 뉴질랜드       | 아일랜드   | Auckland, 뉴질랜드        |
| 1985년 | 영국           | 뉴질랜드       | 오스트레일리아 | 아일랜드   | Dublin, 아일랜드          |
| 1983년 | 오스트레일리아 | 영국           | 뉴질랜드       | 아일랜드   | Perth, 오스트레일리아     |
| 1981년 | 오스트레일리아 | 영국           | 뉴질랜드       | 스코틀랜드 | Toronto, 캐나다           |
| 1979년 | 대영제국       | 오스트레일리아 | 아일랜드       | 캐나다     | Birmingham, 영국          |

## 같이 보기
- 월드 오픈
- 세계 복식 스쿼시 선수권 대회